# Centro Nacional de Investigação de Epidemiologia e Microbiologia Gamaleya
Gamaleja Instituto de Epidemiologia e Microbiologia (russo: Национальный исследовательский центр эпидемиологии и микробиологии имени почётного академика Н. Ф. Гамалеи) é um laboratório biológico russo em Moscou. 
O instituto foi fundado em 1891 como uma unidade de pesquisa privada pela FM Blumenthal. Foi nacionalizado em 1919 e recebeu o nome de Instituto Bacteriológico Central do Comissariado de Saúde Pública. O nome deriva do microbiologista russo Nikolai Gamaleya, que chefiou o instituto de 1930 a 1938 . Durante a Segunda Guerra Mundial, muitos dos pesquisadores se mudaram para Kazan e filiais foram estabelecidas em Alma-Ata e Sverdlovsk.    

## Coronavírus
Na primavera de 2020, o Instituto Gamaleja de Epidemiologia e Microbiologia começou a desenvolver uma vacina coronavina com adenovírus como portador. O trabalho foi financiado pelo Fundo Nacional de Propriedade da Rússia. Um estudo de fase 1 foi concluído em junho de 2020 e uma fase 2 foi iniciada em julho. Tem circulado informações de que a Rússia pode aprovar provisoriamente a vacina para uso em paralelo com a implementação dos estudos de fase 3 em agosto de 2020.